# 哈爾夫羅克 (密蘇里州)
哈爾夫羅克（英語：Half Rock）是位於美國密蘇里州默瑟縣的非建制地區。

## 歷史
哈爾夫羅克的郵局於1867年設立，其後於1900年停運。

## 地理
哈爾夫羅克所處的海拔為高於海平面296米（即971英呎），而該地所採用的時區為UTC-6，即北美中部時區（CST）。同時該地設有夏令時間，為UTC-6調快一小時，即UTC-5（CDT）。